# هيراكودونات
هيراكودونات هي فصيلة منقرضة من وحيد القرن مستوطنة في أمريكا الشمالية وأوروبا وآسيا خلال عصر الأيوسين من إلى العصر الميوسيني المبكر، من 48.6 إلى 26.3 مليون سنة. 
يتم تصنيفها على أنها ذات أطراف طويلة وليس لها قرون. كانت هذه الحيوانات في البداية متواضعة في الحجم وسريعة الحركة، بعد أن تطورت من أعضاء أصغر في كركدنيات في أواخر العصر الأيوسيني وأوليجوسيني المبكر . لقد تطورت لاحقًا إلى أشكال عملاقة تضمنت أكبر الثدييات التي عاشت على الإطلاق ( Indricotheriinae أو Paraceratheriinae).
ازدهرت الهيراكودونات في غابات كازاخستان وباكستان وجنوب غرب الصين ، وهي منطقة ساحلية سابقة. الأدلة الأحفورية تمتد أيضًا نطاقها الجغرافي إلى ألمانيا.